# Zodiac (pel·lícula)
Zodiac és una pel·lícula de suspens de 2007 dirigida per David Fincher i basada en dos llibres sobre fets reals escrits per Robert Graysmith: Zodiac i Zodiac Unmasked. És protagonitzada per Jake Gyllenhaal, Mark Ruffalo i Robert Downey Jr.. Ha estat doblada i subtitulada al català.

## Argument
Un famós assassí en sèrie conegut com l'"Assassí del Zodíac" va actuar en l'Àrea de la Badia de San Francisco durant el final dels anys 60, deixant diverses víctimes arrere i desconcertant a la policia amb les seues cartes i correus xifrats a la premsa. Zodiac és la història dels homes i dones involucrats en la caça de l'assassí, un cas que roman encara com un dels crims sense resoldre més famosos de San Francisco.

## Repartiment i personatges
- Jake Gyllenhaal com Robert Graysmith, caricaturista del San Francisco Chronicle. Quan Fincher estava recopilant informació per la pel·lícula ja pensava en l'actor Robert Graysmith per aquest paper. El director va declarar: “Em va agradar molt a Donnie Darko i vaig pensar que era una moneda amb dues cares molt interessants. Pot fer d'ingenu, però també sap estar posseït”. Per preparar el personatge, Gyllenhaal es va reunir amb l'autèntic Robert Graysmith i el va gravar en vídeo per poder estudiar els seus gestos i el seu comportament.
- Mark Ruffalo com Inspector David Toschi, l'inspector del Departament de Policia de San Francisco. En un principi, Ruffalo no estava interessat en el projecte, però Fincher el volia a ell per al paper de Toschi. Es van reunir actor i director i Fincher va dir que estava reescrivint el guió. “Em va encantar tot allò que deia i cap a on estava anant” recorda l'actor. Rufflo també va fer la seva pròpia investigació, va llegir totes les notícies i els llibres sobre el cas. També va conèixer a l'autèntic Toschi i va descobrir que aquest recordava perfectament “tots els detalls i tots els fets, on, quan, qui estava allà, com anava vestit. Ell sempre sabia com anava vestit”.
- Robert Downey Jr. com Paul Avery, un dels periodistes del San Francisco Chronicle que cobria el cas de l'assassí del Zodíac. En un principi, Fincher volia que Brad Pitt interpretés a Paul Avery, ja que s'assemblen físicament.
- Anthony Edwards com Inspector William Armstrong, l'inspector de Policia de San Francisco. Per escollir l'actor per aquest paper, Fincher va pensar en l'Antony Edwards perquè “sabia que necessitava la persona més decent que pogués trobar, perquè ell seria el balanç de la pel·lícula. Curiosament, aquesta pel·lícula no existiria sense l'Armstrong. Tot el que se sap sobre el cas del Zodíac, ho sabem per les seves notes. Així doncs, per al paper volia aconseguir a algú que fos totalment fiable”.
- Brian Cox com Melvin Belli, distingit advocat defensor que va rebre una carta de l'assassí del Zodíac.
- John Carroll Lynch com Arthur Leigh Allen, el sospitós principal del cas tot i que mai va rebre càrrecs pels crims del Zodíac.
- Chloë Sevigny com Melanie, dona de Robert Graysmith.
- John Getz com Templeton Peck, el cap de redacció del San Francisco Chronicle.
- Elias Koteas com Sergent Jack Mulanax, detectiu de la policia de Vallejo.
- Dermot Mulroney com Captain Marty Lee, supervisor d'Armstrong i Toschi a la divisió d'homicidis del Departament de Policia de San Francisco.
- Donal Logue com Ken Narlow, detectiu de policia de Napa.
- Geoff Callan com Patrolman Zelms
- Philip Baker Hall com Sherwood Morrill, analista d'escriptura.
- Adam Goldberg com Duffy Jennings, periodista que reemplaça a Paul Avery al San Francisco Chronicle quan aquest marxa  al San Francisco Examiner. També va rebre una carta de l'assassí del Zodíac el 1978.
- James LeGros com Oficial George Bawart
- Clea DuVall com Linda del Buono

## Producció
Fincher, el guionista James Vanderbilt i el productor Brad Fischer passaren 18 mesos dirigint la seua pròpia investigació i indagant en els assassinats de Zodiac. Durant el rodatge, Fincher utilitzà una càmera digital Thomson Viper per a filmar la pel·lícula. Va ser la primera vegada que s'utilitzà aquesta càmera per al rodatge complet d'una producció de Hollywood. Les crítiques per a la pel·lícula van ser bastant positives i, encara que no tingué un èxit de taquilla total en Estats Units, el seu èxit en la resta del món feu que tinguera una recaptació global de 83.264.441 dòlars, lleugerament per sobre dels seus 75 milions de pressupost.